# Jaggaiahpet
Jaggaiahpet es una ciudad y  municipio situada en el distrito de Krishna  en el estado de Andhra Pradesh (India). Su población es de 53530 habitantes (2011). Se encuentra a orillas del río Paleru, a 83 km de Guntur y a 78 km de Vijayawada. 

## Demografía
Según el censo de 2011 la población de Jaggaiahpet era de 53530 habitantes, de los cuales 26484 eran hombres y 27046 eran mujeres. Jaggaiahpet tiene una tasa media de alfabetización del 79,15%, superior a la media estatal del 67,02%: la alfabetización masculina es del 84,88%, y la alfabetización femenina del 73,59%.